# Обыкновенная мантиспа
Обыкновенная мантиспа (лат. Mantispa styriaca) — насекомое из семейства мантиспид отряда сетчатокрылых.

## Описание
Передними хватательными ногами обыкновенная мантиспа напоминает маленького богомола. Усики короткие, чётковидные. Переднегрудь длиннее остальной части груди. Окраска буровато-жёлтая с бурыми пятнами, передняя часть переднеспинки с боковыми коричневыми полосами, жилкование крыльев чёрное. Окраска и размеры тела очень разнообразны, длина переднего крыла от 10 до 17 мм.

## Ареал и места обитания
Ареал охватывает Европу (кроме северных районов), Кавказ, Северную Африку, Малую, север Передней и Среднюю Азию, Казахстан, Южную Сибирь, Монголию. Обитает на опушках лесов и зарослей кустарников.

## Особенности биологии
Взрослые насекомые активны с начала мая до сентября. Осенью самки откладывают яйца, как у златоглазок, — на стебельках. Вскоре из них выходят личинки, которые, не питаясь, зимуют группами в укрытиях. Весной личинка, активно передвигаясь, отыскивает кокон земляного паука (из родов Lycosa, Agelena и других), проникает в него, линяет, несколько изменяя свою форму, после чего начинает питаться паучьими яйцами. Через некоторое время личинка снова линяет, приобретая С-образную форму. Она доедает яйца паука и вылупляющихся паучат, после чего плетёт внутри кокона паука свой кокон, в котором окукливается. Поначалу куколка находится внутри последней личиночной шкурки. Затем, завершив своё развитие, куколка выходит из кокона, заползает в трещины грунта и там превращается во взрослое насекомое.

## Охрана
Как редкий вид с незначительной численностью обыкновенная мантиспа занесена в Красную книгу Украины. Факторы, влияющие на численность, не выяснены. В качестве мер по сохранению вида предлагается охрана мест его обитания, вид рекомендован к охране в Дунайском биосферном и Карадагском природном заповедниках. Занесена также в Красную книгу Самарской области как очень редкий вид с неизвестными направлениями численности, встречающийся единично в Высоком Заволжье (Самаро-Кинельский ландшафтный район). Основную угрозу для вида здесь представляет уничтожение мест его обитания, для сохранения рекомендуется охрана естественных мест обитания жертв его личинок.

## Фото

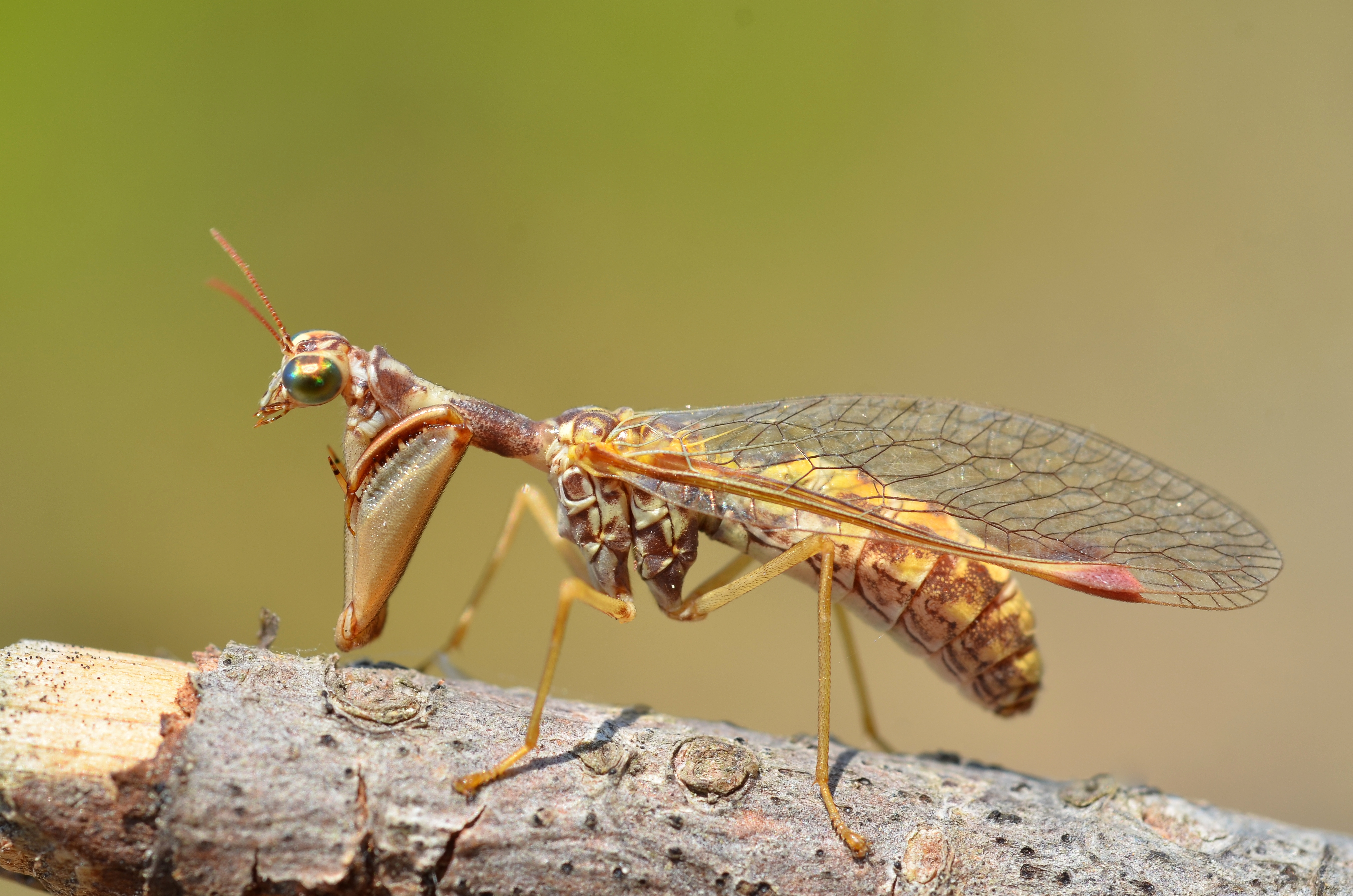
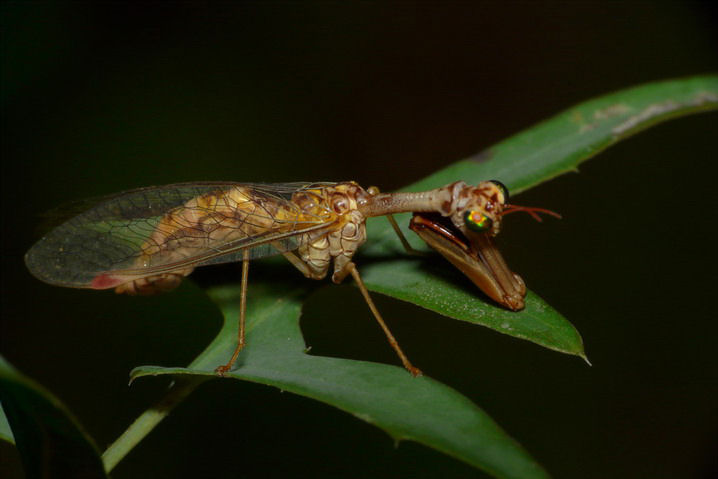